# アメンの神妻
アメンの神妻（アメンのしんさい、英語: God's Wife of Amun、エジプト語: ḥm.t nṯr n ỉmn）は、古代エジプトの宗教の重要な一角を占めるアメン信仰における、最高位の女司祭を意味する言葉。

## 歴史
| nTr | N41 · X1 |

「神妻」という言葉はエジプト第12王朝の時代までに使用されていた。エジプト第1中間期には、ミンに関連して「神の妻」という言葉が使われている。「アメンの神妻」という言葉は、第18王朝以後においてのみ使用されている。

## 「アメンの神妻」の称号を持っている王族女性
- イアフヘテプ1世
- イアフメス＝ネフェルタリ
- イアフメス＝メリトアメン
- ハトシェプスト
- ネフェルウラー
- ネフェルタリ